# Pajor Tamás
Pajor Tamás (Budapest, 1963. október 14. –) magyar dalszerző, énekes, költő, producer, prédikátor, a Neurotic együttes frontembere 1980-1987 között, majd az AMEN együttes frontembere 1988-tól, a Szózeneklub megalapítója.

## Élete
Édesapja Pajor István hivatásos sportoló, édesanyja Fischer Anna. Egyedüli gyerekként Budapest XII. kerületében nevelkedett neológ zsidó családban. Itt járt általános iskolába, majd az I. kerületben járt gimnáziumba. Mindkét iskolából kirúgták az utolsó évben. 18 évesen olvasta el először az Újszövetséget, amely nagy hatással volt rá. Ennek ellenére a droghoz és az alkoholhoz fordult.

## Neurotic (1980–1987)
Pajor Tamás az 1980-as évek budapesti underground-alternatív művészeti életének legendás, meghatározó alakja volt. Gimnazistaként 1980-ban alapította meg a Neuroticot, az egyik első magyar punkegyüttest, amely vezetésével a nyolcvanas évek közepén teljesen egyedi, "posztpunk-pszeudo" utakra tért. A zenekar tagjai a sex and drugs and rock'n'roll eszméinek szélsőséges hirdetőiként élték is mindazt, amit képviseltek. A Neurotic koncertjei rendszeresen botrányba fulladtak, és csak a feloszlásuk előtt adtak ki egy albumot Rocktérítő Soundtrack (Budapesti látnok) címmel.
Bár az együttes tagjai – akik még életben vannak – már az ötvenes éveikben járnak, a Neurotic a jóval fiatalabb generációk körében is töretlenül kultikusnak számít, amiben döntő jelentősége van a dalszövegeknek, amelyek színvonaluk miatt a magyar irodalmi élet és magas kultúra részévé is váltak. A Neurotic dalszövegeiből számos sor (például: “a rock ’n’ roll az nem egy tánc”, ”neked a divat mondja meg, hogy ki vagy”) szállóigévé vált, a 2000-es években induló fiatal költők, slammerek közül többen példaképükként emlegetik Pajor Tamást. Korabeli dalai bekerültek az origo.hu válogatásában, a 80-as évek, a hvg.hu toplistáján pedig minden idők legjobb magyar szerzeményei közé.
Sokak szerint a mai alternatív zenei szcéna jelentős része az ő köpönyegéből bújt elő. Hatást gyakorolt többek között a Tankcsapda, a Quimby, vagy a Supernem együttesekre is.

## Rocktérítő
Pajor Tamás az 1988-ban bemutatott, Xantus János által rendezett Rocktérítő (1988) című dokumentum-játékfilm főszereplőjeként lett országosan ismert. A film különlegessége, hogy hőse a forgatás alatt, előre nem látható módon tért meg Istenhez, majd csatlakozott az akkor még félillegalitásban működő Hit Gyülekezetéhez. Egyik napról a másikra a deviancia legszélsőségesebb formáinak képviselőjéből, alternatív rock'n'roll-ikonból konformista hívő keresztény lett. Elutasította és feladta az addigi életformáját, de zsidó-keresztény identitását ugyanolyan radikálisan, életre-halálra megélve, mint korábban az antikultúra szélsőségeit, mindmáig folytatja költői-szövegírói és előadói pályafutását.
Bár az együttes által képviselt rendszerellenes és rock'n'roll lázadásból a Hit Gyülekezetéhez csatlakozott, a Neurotic időszaka alatt megkezdett megfigyelését a titkosszolgálatok az underground szabadegyházhoz való csatlakozása után is folytatták.

## AMEN együttes és egyéb tevékenységei
Miután megtért, végérvényesen szakított a Neurotic együttesben végzett tevékenységével, hirdetett eszméivel és korábbi életformájával: egy pillanat alatt szabadult meg drogtól, alkoholtól és egyéb függőségekből. Családi életét rendezte, ebben az időszakban vette feleségül barátnőjét, Mónus Klárát.

### AMEN
Néhány hónappal a megtérése után megalapította az AMEN együttest, az első magyar keresztény rockzenekart. Az AMEN zenekar kezdeti korszakában, a tagok között Dénes József "Dönci" zeneszerző-hangszerelő-gitárvirtuózzal, egyedi hangzású alter- és hard rock-elemekkel dúsított rhythm and blues zenét játszott. Ezt narrálta Tamás szerethetően-hamiskás intonációja, elbeszélő éneklése. A következő években egyre nagyobb mértékben elmozdultak a rap, a funky, sőt helyenként a szintipop és a disco irányába is. Ekkoriban alakult ki a hozzá köthető kísérletező sajátos hangzású alter-funky-rap zene. Legfőbb zenei alkotótársa ebben Szentkirályi György zeneszerző, emellett sok közös dalt jegyez ifj. Balogh Ferenccel és Fejes Zoltánnal is. A dalokban a "Nyugatos" pesti kávéházi költészet hagyományai kapcsolódnak össze a posztmodern rockszövegekkel. Tamás munkáit a gyakran utánozhatatlan szójátékokban testet öltő irónia, önreflexió, társadalomkritika éppúgy jellemzi, mint a néhol szívfacsaró lírikus láttatás. Gyakran az egészet pedig egy spirituális-apokaliptikus-prófétikus szemléletmód fűzi egybe. Pajor világa semmiképpen nem a kommersz, mainstream pop, hanem mindig a különböző divatokat rendre megelőző, avantgard maradt, így hozott létre egy meglepő elemeket tartalmazó és kultúrtörténeti hatásában erőteljes nyelvet.

### Közéleti szerepvállalásai
Pajor Tamás szerepet vállalt a holocaust témájának a könnyűzenébe való adoptálásában. Ennek egyik legismertebb produktuma, az egyfajta "holokauszt-himnusszá"váló Rosenberg Dani című alkotás, melyet a szerző közösen ad elő Bódi László Cipővel, Bródy Jánossal, Demjén Ferenccel, Koncz Zsuzsával és Somló Tamással. A dalhoz Koltai Lajos készített klipet, Kertész Imre Sorstalanság című regényének filmváltozatából. A 2014-ben rendezett Nemzetközi Élet Menete rendezvényen, amelyen ötvennégy országból vettek részt zarándokok, a Rosenberg Dani volt a műsorra tűzött nyitódal.
A holocaust emlékőrzésében végzett tevékenységéért és az ebben a témában szerzett zeneműveiért 2018-ban az Élet Menete Alapítvány Kézdy György díját vehette át.
2010-ben az Első vidám vasárnap címen flash mobot szervezett a budapesti Hősök terén, amelybe egy évvel később 2011-ben már többezer táncos kapcsolódott be a világ negyven különböző városából. E két akcióval nemzetközi hírnévre tett szert.
Szerepelt ezenkívül Fabricius Gábor Eltörölni Frankot c. filmjében, mely a 2022-es Pune International Film Fesztiválon különdíjat nyert.
Jelenleg szózene estéket tart országszerte, amely a dalköltészet, slam poetry, rap, sanzon, és stand-up comedy sajátos ötvözete.
A Spirit FM rádióján vezeti a Rocktérítő+ c. podcast- és rádióműsort. A közösségi oldalakon is népszerű műsor a miértekről, az élet nagy kérdéseiről szóló igazi mélyinterjúk sorozata a kulturális élet meghatározó személyiségeivel. Különböző sajtóorgánumokban időnként publikál kulturális-közéleti témákban esszéket.
Eddig két verseskötete jelent meg: 2007-ben a Kötetlen kötet, valamint 2019-ben a Haladó magyar.

## Magánélete
Mónus Klárával 1988-ban házasodtak össze, mindhárom gyermekük művészeti területen dolgozik: Kristóf operatőrként, rendezőként, Ábrahám az EMLP és Ararat együttesek frontembereként, Hanna pedig grafikusként. Felesége a Várva Várt Alapítvány munkatársa.

## Díjai
- 2016: Artisjus Az Év Szövegírója díj
- 2017: Fonogram Az év hazai klasszikus pop-rock albuma vagy hangfelvétele kategóriában Fénykor c. albumáért
- 2018: Élet Menete Alapítvány Kézdy György-díja

## Diszkográfia
- 1987: Rocktérítő Soundtrack (Budapesti látnok)
- 1989: AMEN I.
- 1991: A Föld show-ja
- 1992: Szabad vagy
- 1998: Eufória
- 2005: Önök Érték
- 2007: Jézus Krisztus Szupersztráda
- 2010: Szemenszedett valóság
- 2011: AMEN Remix
- 2012: Élni jó
- 2014: Összközmű
- 2016: Fénykor
- 2020: Égbekiáltó

## Könyvei
- Kötetlen kötet; Jószöveg Műhely, Bp., 2007 ISBN 9789637052408
- Haladó magyar. Dalversek; Európa, Bp., 2019 ISBN 9789634059394